# Gran Premio de Francia de Motociclismo de 1963
El Gran Premio de Francia de Motociclismo de 1963 fue la tercera prueba de la temporada 1963 del Campeonato Mundial de Motociclismo. El Gran Premio se disputó el 2 de junio de 1963 en el Circuito Clermont Ferrand.

## Resultados 125cc
En el octavo de litro, primera victoria de la temporada del neozelandés Hugh Anderson. De hecho, en esta categoría, tuvo tres ganadores en tres carras. Por detrás del piloto de Suzuki llegaron las Hondas de Jim Redman y Luigi Taveri.
| Pos. | Piloto                 | Moto    | Tiempo    | Pts. |
| ---- | ---------------------- | ------- | --------- | ---- |
| 1    | Hugh Anderson          | Suzuki  | 53' 47" 1 | 8    |
| 2    | Jim Redman             | Honda   | +38"      | 6    |
| 3    | Luigi Taveri           | Honda   | +52" 5    | 4    |
| 4    | Frank Perris           | Suzuki  | +53" 1    | 3    |
| 5    | Tommy Robb             | Honda   | +1' 39" 8 | 2    |
| 6    | Ernst Degner           | Suzuki  | +1' 53" 8 | 1    |
| 7    | Jean-Pierre Beltoise   | Bultaco | +3' 55" 7 |      |
| 8    | Dave Simmonds          | Tohatsu | +1 Vuelta |      |
| 9    | Peter Eser             | Honda   | +1 Vuelta |      |
| 10   | Juan García            | Lube    | +1 Vuelta |      |
| Ret  | Hans-Georg Anscheidt   | Bultaco | Ret       |      |
| Ret  | Bert Schneider         | Suzuki  | Ret       |      |
| Ret  | Jan Huberts            | Bultaco | Ret       |      |
| Ret  | Roland Föll            | Ducati  | Ret       |      |
| Ret  | Juan Antonio Rodes     | Bultaco | Ret       |      |
| Ret  | Gianemilio Marchesiani | Mondial | Ret       |      |
|      | Fuente:                |         |           |      |

## Resultados 50cc
El líder de la Copa Mundial Hugh Anderson (Suzuki) se retiró, al igual que el piloto de Honda Jim Redman. Luigi Taveri (Honda) ganó su segunda carrera por delante de Bert Schneider y Frank Perris (ambos con Suzuki). Kunimitsu Takahashi terminó cuarto, pero fue su última carrera ya que fue despedido por Honda.
| Pos. | Piloto               | Moto     | Tiempo     | Pts. |
| ---- | -------------------- | -------- | ---------- | ---- |
| 1    | Hans-Georg Anscheidt | Kreidler | 39' 46" 3  | 8    |
| 2    | Ernst Degner         | Suzuki   | +22" 6     | 6    |
| 3    | Michio Ichino        | Suzuki   | +23" 6     | 4    |
| 4    | José Maria Busquets  | Derbi    | +1' 13" 7  | 3    |
| 5    | Jean-Pierre Beltoise | Kreidler | +2' 31" 6  | 2    |
| 6    | Alberto Pagani       | Kreidler | +3' 53" 1  | 1    |
| 7    | Jacques Roca         | Derbi    | +3' 57" 9  |      |
| 8    | Roth                 | Tohatsu  | + 1 Vuelta |      |
| 9    | Jan Huberts          | Derbi    | + 1 Vuelta |      |
| Ret  | Hugh Anderson        | Suzuki   | Ret        |      |
| Ret  | Mitsuo Itoh          | Suzuki   | Ret        |      |
| Ret  | José Asencio         | Derbi    | Ret        |      |
| Ret  | Franco Farné         | Derbi    | Ret        |      |
| Ret  | César Gracia         | Ducson   | Ret        |      |
| Ret  | Dave Simmonds        | Tohatsu  | Ret        |      |
| Ret  | Mike Simmonds        | Tohatsu  | Ret        |      |